# Pteromalus vanessae
Pteromalus vanessae är en stekelart som beskrevs av Howard 1889. Pteromalus vanessae ingår i släktet Pteromalus och familjen puppglanssteklar. Inga underarter finns listade i Catalogue of Life.